# Heffron Drive
Heffron Drive – amerykański dance-rockowy i pop-rockowy duet, założony przez Kendall Schmidt i Dustin Belt, obaj pochodzący z Kansas. Założony w 2008 roku w Burbank, w stanie Kalifornia. Po krótkim epizodzie razem, Kendall dołączył do Big Time Rush, a Dustin został ich gitarzystą koncertowym.

## Historia
W 2008 roku Kendall Schmidt i Dustin Belt założyli grupę Heffron Drive. Nazwa odnosi się do ulicy, na której oboje mieszkali, Heffron Drive, Burbank, w stanie Kalifornia. W 2009 roku Schmidt dołączył do boysbandu Big Time Rush, a Heffron Drive został zawieszony. W maju 2013 roku, po tym jak Tanya Chisholm oświadczyła, że serial Big Time Rush nie będzie kontynuowany, Heffron Drive został reaktywowany. W dniu 17 października 2013 roku ogłoszono, że Heffron Drive pojedzie w zimową trasę koncertową, która zaczęła się w Houston 23 listopada, a zakończyła 22 grudnia w Los Angeles. 14 stycznia 2017 grupa wydała nową piosenkę  Living Room wraz z teledyskiem.

## Single
- Parallel (2014)
- Eyes On You (2015)
- Rain Don't Come (2016)
- Don't Let Me Go (2016)
- Living Room (2016)
- One Way Ticket (2017)
- Mad At The World  (2018)
- Separate Lives (2018)
- Black on Black (2018)

## Dyskografia

### Albumy studyjne
- Happy Mistakes (2014)

### Albumy akustyczne
- Happy Mistakes (Unplugged) (2015)

### EP
- The Fourthcoming EP (2009)
- The Slow Motion EP (2017)

## Trasy koncertowe
- 2013: Heffron Drive Feat. Kendall Schmidt Tour
- 2013: Heffron Drive Winter Tour 2013
- 2014: The Happy Mistakes Tour
- 2015: Happy Mistakes: Unplugged Tour
- 2015: Home For The Holidays Tour
- 2016: Heffron Drive: Live in Italy
- 2016: HD Summer Tour
- 2017: Heffron Drive Tour 2017
- 2017: One Way Ticket Tour 2017

## Teledyski
- "Happy Mistakes" (2015)
- "Rain Don't Come" (2016)
- "Don't Let Me Go" (2016)
- "Living Room" (2017)
- "Slow Motion" (2017)
- "One Way Ticket" (2017)
- "Mad At The World" (2018)